# Aquae Flaviae

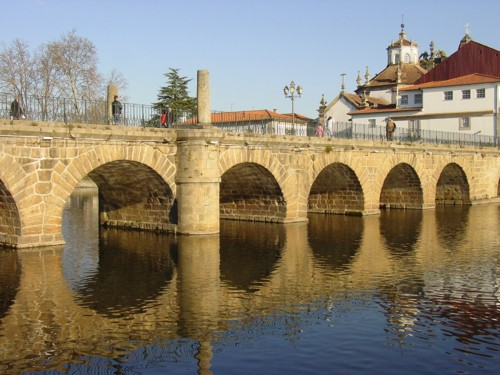
A ponte romana de Trajano sobre o rio Tâmega construída no final do século I, está ladeada por suas colunas com inscrições latinas

Aquae Flaviae (lit. "Águas Flávias", em latim), por vezes aportuguesado em fontes modernas como Água Flávia (actual Chaves), foi um importante centro urbano da província romana da Galécia, centro administrativo de um vasto território que ia do Douro até às nascentes do Tâmega e dominava a exploração de importantes jazidas de ouro.
A cidade terá sido fundada a partir de uma mansio da via XVII do Itinerário de Antonino que ligava Bracara Augusta (actual Braga) a Astúrica Augusta (actual Astorga), tendo-se desenvolvido em torno de um importante balneário termal e centro religioso dedicado às Ninfas.
Vestígios do balneário termal foram recentemente encontrados no Largo do Arrabalde, que demonstram pela sua monumentalidade, a importância deste centro religioso e terapêutico, que terá persistido até aos finais do século IV

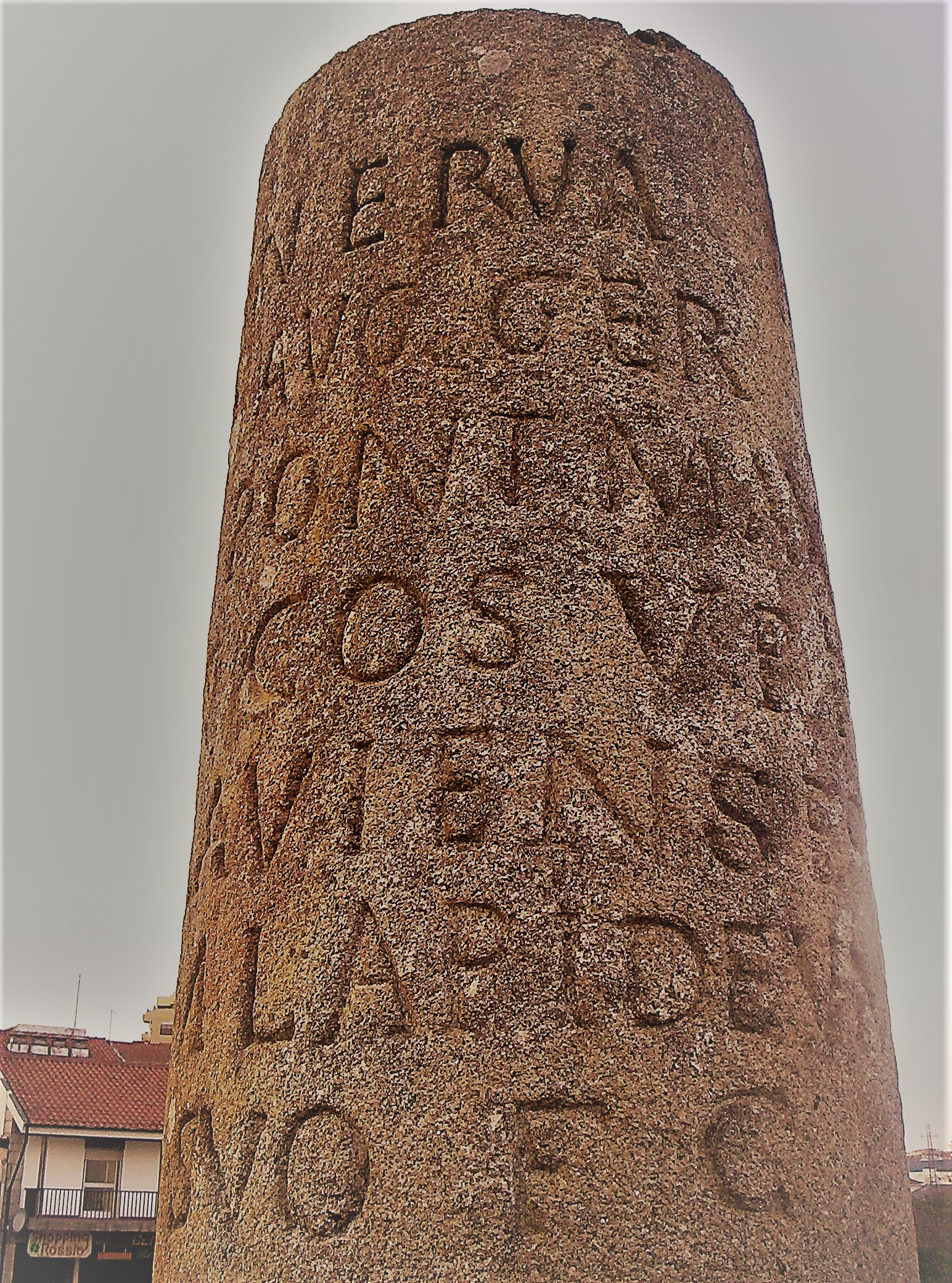
Pormenor de coluna da ponte de Trajano, em latim

A ponte de Trajano sobre o rio Tâmega é um monumento romano que persiste. Foi construída no final do século I e início do século II. A ponte romana possui um tabuleiro, com 140 mt de comprimento e apoiada em 12 arcos de volta redonda visíveis, e em quatro soterrados pelo casario e aluviões.
A ponte tem no meio duas colunas cilíndricas epigráficas que testemunham ter sido edificada no reinado do imperador Trajano a expensas dos Flavienses. E, é até hoje, o principal símbolo da cidade de Chaves. Quando a vila recebeu o foral de D. Manuel I, a ponte estava representada no brasão de armas.
Do período romano, para além da ponte, foram descobertos numerosos achados arqueológicos. epigráficos e numismáticos.
O fórum da cidade estaria implantado na zona hoje correspondente ao largo de Camões.
A actual Rua Direita poderia corresponder, por outro lado ao decúmano.